# Nati nel 1171
| Questa pagina contiene informazioni ricavate automaticamente dalle voci biografiche con l'ausilio del template Bio e di un bot. L'aggiornamento è periodico e automatico e ricostruisce completamente la pagina. Se manca una persona in questa lista, sei pregato di non aggiungerla, ma accertati piuttosto che la sua voce biografica contenga il template Bio e che i dati anagrafici siano correttamente compilati. Se il template Bio manca, inseriscilo tu stesso o, in alternativa, metti l'avviso {{tmp\|Bio}} che ne segnala la mancanza. Se i dati riportati sono sbagliati, correggi direttamente la voce biografica; le modifiche saranno visibili in questa lista entro pochi giorni. Per chiarimenti vedi il progetto biografie. La lista contiene solo le 10 persone che sono citate nell'enciclopedia e per le quali è stato implementato correttamente il template Bio. Pagina aggiornata al 10 feb 2025. |

- 15 agosto - Alfonso IX di León, sovrano († 1230)
- Agnese di Francia, imperatrice bizantina († 1240)
- Gastone VI di Béarn, francese († 1214)
- Guglielmo I di Béarn, francese († 1224)
- Matilda di Chester, nobildonna britannica († 1233)
- Sadīd al-Dīn Muḥammad 'Awfī, scrittore persiano
- Saionji Kintsune, militare giapponese († 1244)
- Al-'Aziz Uthman, sultano († 1198)
- Minamoto no Michitomo, poeta giapponese († 1227)
- Fujiwara no Toshinari no Musume, poetessa giapponese († 1251)